# Zen 5

Die-Shot eines AMD Ryzen 5 9600X

Zen 5 ist eine Prozessor-Mikroarchitektur (x86-64) des Unternehmens AMD. Zen 5 ist nach Zen, dem Refresh Zen+, Zen 2, Zen 3 und Zen 4 die fünfte Generation der unter den Markennamen „Ryzen“ und „Epyc“ 2017 eingeführten Zen-Prozessoren. Die CPU-Dies lässt AMD in der 4-nm-Prozesstechnologie (N4X) FinFET (Fin Field-Effect Transistor) bei TSMC in Taiwan herstellen. Die Core Complex Dies oder „CCDs“ bestehen aus 8 Kernen mit bis zu 32 MB Level-3-Cache. Zu den CCDs kommt ein I/O-Die, das in einem TSMC-6-nm-Prozess (N6) hergestellt wird.
Server-CPUs verwenden Zen 5 oder Zen 5c Kerne, während Laptop-CPUs eine Kombination aus Zen 5 und Zen 5c Kernen nutzen.
Neuerungen gegenüber der Generation Zen 4 sind:
- Der L1-Cache wurde von 64 KB auf 80 KB pro Kern erhöht.
- Der L1-Datencache wurde von 32 KB auf 48 KB pro Kern erhöht.
- Die Anzahl der Ausführungseinheiten (ALU) wurde von 4 auf 6 erhöht.
- Mit AVX-512 wurden die Gleitkommaeinheiten auf eine Breite von 512 Bit erweitert.
- Eine durchschnittliche IPC-Steigerung von circa 16 %.
- Speichergeschwindigkeiten von bis zu DDR5-5600 und LPDDR5X-7500 werden unterstützt.
- Die AI-Rechenleistung wurde von 16 TOPS (Ryzen-8040-Serie (Hawk Point)) auf 55 TOPS (Strix Point) erhöht.

## Desktop CPUs

### Ryzen 9000 „Granite Ridge“
AMD kündigte am 3. Juni 2024 die erste Produktreihe der Ryzen 9000-Prozessoren an, die aus vier Modellen besteht: einem Ryzen 5-, einem Ryzen 7- und zwei Ryzen 9-Modellen. Die Prozessoren werden im 4-nm-Prozess hergestellt und verfügen über 6 bis 16 Kerne. Die Ryzen 9000-Prozessoren werden im August auf den Markt kommen.
| Marke \| Modell | Marke \| Modell | Preise bei Release * | Prozess          | Kerne/ Threads | Takt (GHz) | Takt (GHz) | Cache                       | Cache    | Cache    | Sockel | PCIe | PCIe  | GPU                      | GPU   | GPU     | RAM    | RAM       | TDP   | mitgelieferter Kühler |
| Marke \| Modell | Marke \| Modell | Preise bei Release * | Prozess          | Kerne/ Threads | Takt (GHz) | Takt (GHz) | L1                          | L2       | L3       | Sockel | PCIe | PCIe  | GPU                      | GPU   | GPU     | Größe  | Frequenz  | TDP   | mitgelieferter Kühler |
| Marke \| Modell | Marke \| Modell | Preise bei Release * | Prozess          | Kerne/ Threads | Basis      | Boost      | pro Kern                    | pro Kern | gesamt   | Sockel | Gen  | Lanes | Modell                   | Kerne | Takt    | Größe  | Frequenz  | TDP   | mitgelieferter Kühler |
| --------------- | --------------- | -------------------- | ---------------- | -------------- | ---------- | ---------- | --------------------------- | -------- | -------- | ------ | ---- | ----- | ------------------------ | ----- | ------- | ------ | --------- | ----- | --------------------- |
| Ryzen 9         | 9950X3D         | $699                 | TSMC N4 N6 (I/O) | 16 / 32        | 4,3        | 5,7        | 32 KB Befehle + 48 KB Daten | 1 MB     | 64+64 MB | AM5    | 5.0  | 24    | Radeon Graphics (RDNA 2) | 2     | 2,2 GHz | 192 GB | DDR5–5600 | 170 W | keiner                |
| Ryzen 9         | 9950X           | $649                 | TSMC N4 N6 (I/O) | 16 / 32        | 4,3        | 5,7        | 32 KB Befehle + 48 KB Daten | 1 MB     | 64 MB    | AM5    | 5.0  | 24    | Radeon Graphics (RDNA 2) | 2     | 2,2 GHz | 192 GB | DDR5–5600 | 170 W | keiner                |
| Ryzen 9         | 9900X3D         | $599                 | TSMC N4 N6 (I/O) | 12 / 24        | 4,4        | 5,5        | 32 KB Befehle + 48 KB Daten | 1 MB     | 64+64 MB | AM5    | 5.0  | 24    | Radeon Graphics (RDNA 2) | 2     | 2,2 GHz | 192 GB | DDR5–5600 | 120 W | keiner                |
| Ryzen 9         | 9900X           | $499                 | TSMC N4 N6 (I/O) | 12 / 24        | 4,4        | 5,6        | 32 KB Befehle + 48 KB Daten | 1 MB     | 64 MB    | AM5    | 5.0  | 24    | Radeon Graphics (RDNA 2) | 2     | 2,2 GHz | 192 GB | DDR5–5600 | 120 W | keiner                |
| Ryzen 7         | 9800X3D         | $479                 | TSMC N4 N6 (I/O) | 8 / 16         | 4,7        | 5,2        | 32 KB Befehle + 48 KB Daten | 1 MB     | 32+64 MB | AM5    | 5.0  | 24    | Radeon Graphics (RDNA 2) | 2     | 2,2 GHz | 192 GB | DDR5–5600 | 120 W | keiner                |
| Ryzen 7         | 9700X           | $359                 | TSMC N4 N6 (I/O) | 8 / 16         | 3,8        | 5,5        | 32 KB Befehle + 48 KB Daten | 1 MB     | 32 MB    | AM5    | 5.0  | 24    | Radeon Graphics (RDNA 2) | 2     | 2,2 GHz | 192 GB | DDR5–5600 | 65 W  | keiner                |
| Ryzen 5         | 9600X           | $279                 | TSMC N4 N6 (I/O) | 6 / 12         | 3,9        | 5,4        | 32 KB Befehle + 48 KB Daten | 1 MB     | 32 MB    | AM5    | 5.0  | 24    | Radeon Graphics (RDNA 2) | 2     | 2,2 GHz | 192 GB | DDR5–5600 | 65 W  | keiner                |
| Ryzen 5         | 9600            | ?                    | TSMC N4 N6 (I/O) | 6 / 12         | 3,8        | 5,2        | 32 KB Befehle + 48 KB Daten | 1 MB     | 32 MB    | AM5    | 5.0  | 24    | Radeon Graphics (RDNA 2) | 2     | 2,2 GHz | 192 GB | DDR5–5600 | 65 W  | AMD Wraith Stealth    |

## Workstation-CPUs

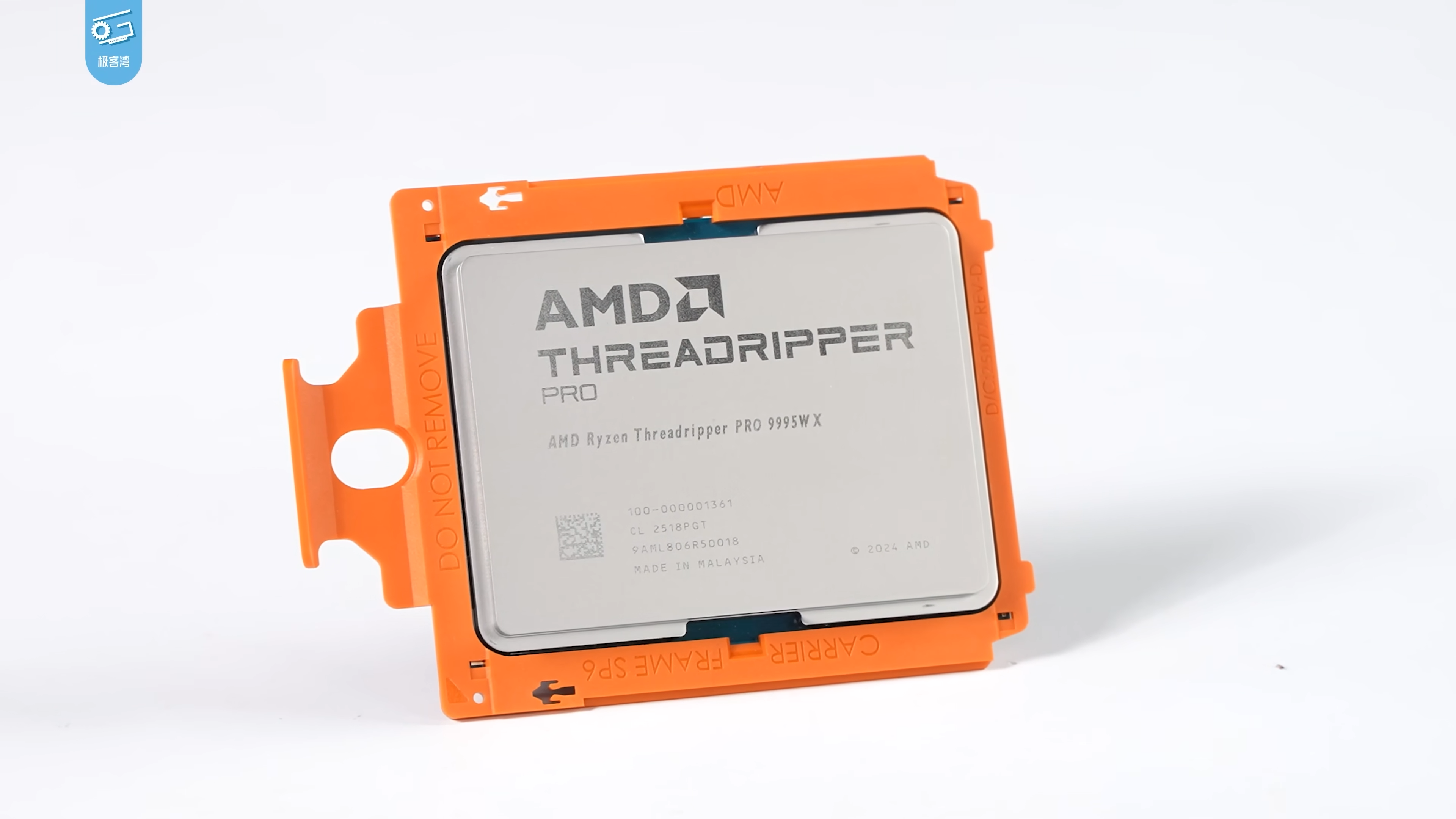
Das Flaggschiffmodell "AMD Ryzen Threadripper PRO 9995WX"

### Threadripper 9000 „Shimada Peak“
| Marke \| Modell        | Marke \| Modell | Preise bei Release * | Prozess | Kerne/ Threads | Takt (GHz) | Takt (GHz) | Cache                       | Cache    | Cache  | Sockel | PCIe | PCIe  | RAM   | RAM                      | TDP   |
| Marke \| Modell        | Marke \| Modell | Preise bei Release * | Prozess | Kerne/ Threads | Takt (GHz) | Takt (GHz) | L1                          | L2       | L3     | Sockel | PCIe | PCIe  | RAM   | RAM                      | TDP   |
| Marke \| Modell        | Marke \| Modell | Preise bei Release * | Prozess | Kerne/ Threads | Basis      | Boost      | pro Kern                    | pro Kern | gesamt | Sockel | Gen  | Lanes | Größe | Frequenz                 | TDP   |
| ---------------------- | --------------- | -------------------- | ------- | -------------- | ---------- | ---------- | --------------------------- | -------- | ------ | ------ | ---- | ----- | ----- | ------------------------ | ----- |
| Ryzen Threadripper PRO | 9995WX          | ?                    | TSMC N4 | 96 / 192       | 2,5        | 5,4        | 32 KB Befehle + 48 KB Daten | 1 MB     | 384 MB | sTR5   | 5.0  | 128   | 2 TB  | DDR5–6400 (octa-channel) | 350 W |
| Ryzen Threadripper PRO | 9985WX          | ?                    | TSMC N4 | 64 / 128       | 3,2        | 5,4        | 32 KB Befehle + 48 KB Daten | 1 MB     | 256 MB | sTR5   | 5.0  | 128   | 2 TB  | DDR5–6400 (octa-channel) | 350 W |
| Ryzen Threadripper PRO | 9975WX          | ?                    | TSMC N4 | 32 / 64        | 4,0        | 5,4        | 32 KB Befehle + 48 KB Daten | 1 MB     | 128 MB | sTR5   | 5.0  | 128   | 2 TB  | DDR5–6400 (octa-channel) | 350 W |
| Ryzen Threadripper PRO | 9965WX          | ?                    | TSMC N4 | 24 / 48        | 4,2        | 5,4        | 32 KB Befehle + 48 KB Daten | 1 MB     | 128 MB | sTR5   | 5.0  | 128   | 2 TB  | DDR5–6400 (octa-channel) | 350 W |
| Ryzen Threadripper PRO | 9955WX          | ?                    | TSMC N4 | 16 / 32        | 4,5        | 5,4        | 32 KB Befehle + 48 KB Daten | 1 MB     | 64 MB  | sTR5   | 5.0  | 128   | 2 TB  | DDR5–6400 (octa-channel) | 350 W |
| Ryzen Threadripper PRO | 9945WX          | ?                    | TSMC N4 | 12 / 24        | 4,7        | 5,4        | 32 KB Befehle + 48 KB Daten | 1 MB     | 64 MB  | sTR5   | 5.0  | 128   | 2 TB  | DDR5–6400 (octa-channel) | 350 W |
| Ryzen Threadripper     | 9980X           | ?                    | TSMC N4 | 64 / 128       | 3,2        | 5,4        | 32 KB Befehle + 48 KB Daten | 1 MB     | 256 MB | sTR5   | 5.0  | 48    | 1 TB  | DDR5–6400 (quad-channel) | 350 W |
| Ryzen Threadripper     | 9970X           | ?                    | TSMC N4 | 32 / 64        | 4,0        | 5,4        | 32 KB Befehle + 48 KB Daten | 1 MB     | 128 MB | sTR5   | 5.0  | 48    | 1 TB  | DDR5–6400 (quad-channel) | 350 W |
| Ryzen Threadripper     | 9960X           | ?                    | TSMC N4 | 24 / 48        | 4,2        | 5,4        | 32 KB Befehle + 48 KB Daten | 1 MB     | 128 MB | sTR5   | 5.0  | 48    | 1 TB  | DDR5–6400 (quad-channel) | 350 W |

## Mobil APUs

### Ryzen 9000 „Fire Range“
| Marke \| Modell | Marke \| Modell | Prozess          | Kerne/ Threads | Takt (GHz) | Takt (GHz) | Cache                       | Cache    | Cache    | Sockel | PCIe | PCIe  | GPU         | GPU   | GPU     | RAM   | RAM       | TDP     |
| Marke \| Modell | Marke \| Modell | Prozess          | Kerne/ Threads | Takt (GHz) | Takt (GHz) | L1                          | L2       | L3       | Sockel | PCIe | PCIe  | GPU         | GPU   | GPU     | Größe | Frequenz  | TDP     |
| Marke \| Modell | Marke \| Modell | Prozess          | Kerne/ Threads | Basis      | Boost      | pro Kern                    | pro Kern | gesamt   | Sockel | Gen  | Lanes | Modell      | Kerne | Takt    | Größe | Frequenz  | TDP     |
| --------------- | --------------- | ---------------- | -------------- | ---------- | ---------- | --------------------------- | -------- | -------- | ------ | ---- | ----- | ----------- | ----- | ------- | ----- | --------- | ------- |
| Ryzen 9         | 9955HX3D        | TSMC N4 N6 (I/O) | 16 / 32        | 2,5        | 5,4        | 32 KB Befehle + 48 KB Daten | 1 MB     | 64+64 MB | FL1    | 5.0  | 28    | Radeon 610M | 2     | 2,2 GHz | 96 GB | DDR5–5600 | 55–75 W |
| Ryzen 9         | 9955HX          | TSMC N4 N6 (I/O) | 16 / 32        | 2,5        | 5,4        | 32 KB Befehle + 48 KB Daten | 1 MB     | 64 MB    | FL1    | 5.0  | 28    | Radeon 610M | 2     | 2,2 GHz | 96 GB | DDR5–5600 | 55–75 W |
| Ryzen 9         | 9850HX          | TSMC N4 N6 (I/O) | 12 / 24        | 3,0        | 5,2        | 32 KB Befehle + 48 KB Daten | 1 MB     | 64 MB    | FL1    | 5.0  | 28    | Radeon 610M | 2     | 2,2 GHz | 96 GB | DDR5–5600 | 45–75 W |

### Ryzen AI 300 „Strix Point“
Die leistungsstarken Prozessoren für ultradünne Laptops der Ryzen-AI-300-Serie wurden am 3. Juni 2024 angekündigt. Diese Prozessoren, mit dem Codenamen Strix Point, werden nach einem neuen Modellnummerierungssystem benannt, das der Modellnummerierung von Intels Core und Core Ultra ähnelt. Strix Point wird über eine Ryzen AI-Engine der 3. Generation auf Basis von XDNA 2 verfügen und bietet bis zu 55 TOPS Leistung der neuronalen Verarbeitungseinheit. Die integrierte Grafik wird auf RDNA 3.5 aktualisiert, wobei die Top-End-Modelle über 16 GPU-Kerne und 12 CPU-Kerne verfügen, eine Steigerung gegenüber den maximal 8 CPU-Kernen der ultradünnen mobilen Ryzen-Prozessoren der vorherigen Generation. Laptops mit Prozessoren der Ryzen AI 300-Serie wurden am 17. Juli veröffentlicht. Ryzen AI 9 HX 375 und HX 370 besitzen vier Zen 5 Kerne und acht Zen 5c Kerne. Ryzen AI 9 365 besitzt vier Zen 5 Kerne und sechs Zen 5c Kerne.
| Marke \| Modell | Marke \| Modell | Prozess | Kerne / Threads         | Kerne / Threads | Kerne / Threads | Takt (GHz)   | Takt (GHz)         | Takt (GHz)          | Cache                       | Cache    | Cache  | Sockel | PCIe | PCIe  | iGPU        | iGPU  | iGPU       | Ryzen AI | Ryzen AI | RAM    | RAM                    | TDP     |
| Marke \| Modell | Marke \| Modell | Prozess | Kerne / Threads         | Kerne / Threads | Kerne / Threads | Takt (GHz)   | Takt (GHz)         | Takt (GHz)          | L1                          | L2       | L3     | Sockel | PCIe | PCIe  | iGPU        | iGPU  | iGPU       | Ryzen AI | Ryzen AI | RAM    | RAM                    | TDP     |
| Marke \| Modell | Marke \| Modell | Prozess | gesamt (Zen 5 + Zen 5c) | Zen 5           | Zen 5c          | Basis/ Boost | Zen 5 Basis/ Boost | Zen 5c Basis/ Boost | pro Kern                    | pro Kern | gesamt | Sockel | Gen  | Lanes | Modell      | Kerne | Takt (GHz) | CPU      | NPU      | Größe  | Frequenz               | TDP     |
| --------------- | --------------- | ------- | ----------------------- | --------------- | --------------- | ------------ | ------------------ | ------------------- | --------------------------- | -------- | ------ | ------ | ---- | ----- | ----------- | ----- | ---------- | -------- | -------- | ------ | ---------------------- | ------- |
| Ryzen AI 9      | HX 375          | TSMC N4 | 12 / 24                 | 4 / 8           | 8 / 16          | 2,0 / 5,1    | 2,0 / 5,1          | 2,0 / 3,3           | 32 KB Befehle + 48 KB Daten | 1 MB     | 24 MB  | FP8    | 4.0  | 16    | Radeon 890M | 16    | 2,9        | 30 TOPS  | 55 TOPS  | 256 GB | DDR5–5600 LPDDR5x–8000 | 15–54 W |
| Ryzen AI 9      | HX 370          | TSMC N4 | 12 / 24                 | 4 / 8           | 8 / 16          | 2,0 / 5,1    | 2,0 / 5,1          | 2,0 / 3,3           | 32 KB Befehle + 48 KB Daten | 1 MB     | 24 MB  | FP8    | 4.0  | 16    | Radeon 890M | 16    | 2,9        | 30 TOPS  | 50 TOPS  | 256 GB | DDR5–5600 LPDDR5x–8000 | 15–54 W |
| Ryzen AI 9      | 365             | TSMC N4 | 10 / 20                 | 4 / 8           | 6 / 12          | 2,0 / 5,0    | -                  | -                   | 32 KB Befehle + 48 KB Daten | 1 MB     | 24 MB  | FP8    | 4.0  | 16    | Radeon 880M | 12    | 2,9        | 23 TOPS  | 50 TOPS  | 256 GB | DDR5–5600 LPDDR5x–8000 | 15–54 W |

| Marke \| Modell | Marke \| Modell | Prozess | Kerne / Threads         | Kerne / Threads | Kerne / Threads | Takt (GHz)   | Takt (GHz)         | Takt (GHz)          | Cache                       | Cache    | Cache  | Sockel | PCIe | PCIe  | iGPU        | iGPU  | iGPU       | Ryzen AI | Ryzen AI | RAM    | RAM                    | TDP     |
| Marke \| Modell | Marke \| Modell | Prozess | Kerne / Threads         | Kerne / Threads | Kerne / Threads | Takt (GHz)   | Takt (GHz)         | Takt (GHz)          | L1                          | L2       | L3     | Sockel | PCIe | PCIe  | iGPU        | iGPU  | iGPU       | Ryzen AI | Ryzen AI | RAM    | RAM                    | TDP     |
| Marke \| Modell | Marke \| Modell | Prozess | gesamt (Zen 5 + Zen 5c) | Zen 5           | Zen 5c          | Basis/ Boost | Zen 5 Basis/ Boost | Zen 5c Basis/ Boost | pro Kern                    | pro Kern | gesamt | Sockel | Gen  | Lanes | Modell      | Kerne | Takt (GHz) | CPU      | NPU      | Größe  | Frequenz               | TDP     |
| --------------- | --------------- | ------- | ----------------------- | --------------- | --------------- | ------------ | ------------------ | ------------------- | --------------------------- | -------- | ------ | ------ | ---- | ----- | ----------- | ----- | ---------- | -------- | -------- | ------ | ---------------------- | ------- |
| Ryzen AI 9      | HX PRO 375      | TSMC N4 | 12 / 24                 | 4 / 8           | 8 / 16          | 2,0 / 5,1    | 2,0 / 5,1          | 2,0 / 3,3           | 32 KB Befehle + 48 KB Daten | 1 MB     | 24 MB  | FP8    | 4.0  | 16    | Radeon 890M | 16    | 2,9        | 30 TOPS  | 55 TOPS  | 256 GB | DDR5–5600 LPDDR5x–8000 | 15–54 W |
| Ryzen AI 9      | HX PRO 370      | TSMC N4 | 12 / 24                 | 4 / 8           | 8 / 16          | 2,0 / 5,1    | 2,0 / 5,1          | 2,0 / 3,3           | 32 KB Befehle + 48 KB Daten | 1 MB     | 24 MB  | FP8    | 4.0  | 16    | Radeon 890M | 16    | 2,9        | 30 TOPS  | 50 TOPS  | 256 GB | DDR5–5600 LPDDR5x–8000 | 15–54 W |
| Ryzen AI 7      | PRO 360         | TSMC N4 | 8 / 16                  | 3 / 6           | 5 / 10          | 2,0 / 5,0    | 2,0 / 5,0          | 2,0 / 3,3           | 32 KB Befehle + 48 KB Daten | 1 MB     | 16 MB  | FP8    | 4.0  | 16    | Radeon 880M | 12    | 2,9        | 22 TOPS  | 50 TOPS  | 256 GB | DDR5–5600 LPDDR5x–8000 | 15–54 W |

### Ryzen AI 300 „Krackan Point“
| Marke \| Modell | Marke \| Modell | Prozess | Kerne / Threads         | Kerne / Threads | Kerne / Threads | Takt (GHz)   | Takt (GHz)         | Takt (GHz)          | Cache                       | Cache    | Cache  | Sockel | PCIe | PCIe  | iGPU        | iGPU  | iGPU       | Ryzen AI | Ryzen AI | RAM    | RAM                    | TDP     |
| Marke \| Modell | Marke \| Modell | Prozess | Kerne / Threads         | Kerne / Threads | Kerne / Threads | Takt (GHz)   | Takt (GHz)         | Takt (GHz)          | L1                          | L2       | L3     | Sockel | PCIe | PCIe  | iGPU        | iGPU  | iGPU       | Ryzen AI | Ryzen AI | RAM    | RAM                    | TDP     |
| Marke \| Modell | Marke \| Modell | Prozess | gesamt (Zen 5 + Zen 5c) | Zen 5           | Zen 5c          | Basis/ Boost | Zen 5 Basis/ Boost | Zen 5c Basis/ Boost | pro Kern                    | pro Kern | gesamt | Sockel | Gen  | Lanes | Modell      | Kerne | Takt (GHz) | CPU      | NPU      | Größe  | Frequenz               | TDP     |
| --------------- | --------------- | ------- | ----------------------- | --------------- | --------------- | ------------ | ------------------ | ------------------- | --------------------------- | -------- | ------ | ------ | ---- | ----- | ----------- | ----- | ---------- | -------- | -------- | ------ | ---------------------- | ------- |
| Ryzen AI 7      | 350             | TSMC N4 | 8 / 16                  | 4 / 8           | 4 / 8           | 2,0 / 5,0    | 2,0 / 5,0          | 2,0 / 3,5           | 32 KB Befehle + 48 KB Daten | 1 MB     | 16 MB  | FP8    | 4.0  | 16    | Radeon 860M | 8     | 3,0        | 16 TOPS  | 50 TOPS  | 256 GB | DDR5–5600 LPDDR5x–8000 | 15–54 W |
| Ryzen AI 5      | 340             | TSMC N4 | 6 / 12                  | 3 / 6           | 3 / 6           | 2,0 / 4,8    | 2,0 / 4,8          | 2,0 / 3,4           | 32 KB Befehle + 48 KB Daten | 1 MB     | 16 MB  | FP8    | 4.0  | 16    | Radeon 840M | 4     | 2,9        | 9 TOPS   | 50 TOPS  | 256 GB | DDR5–5600 LPDDR5x–8000 | 15–54 W |

| Marke \| Modell | Marke \| Modell | Prozess | Kerne / Threads         | Kerne / Threads | Kerne / Threads | Takt (GHz)   | Takt (GHz)         | Takt (GHz)          | Cache                       | Cache    | Cache  | Sockel | PCIe | PCIe  | iGPU        | iGPU  | iGPU       | Ryzen AI | Ryzen AI | RAM    | RAM                    | TDP     |
| Marke \| Modell | Marke \| Modell | Prozess | Kerne / Threads         | Kerne / Threads | Kerne / Threads | Takt (GHz)   | Takt (GHz)         | Takt (GHz)          | L1                          | L2       | L3     | Sockel | PCIe | PCIe  | iGPU        | iGPU  | iGPU       | Ryzen AI | Ryzen AI | RAM    | RAM                    | TDP     |
| Marke \| Modell | Marke \| Modell | Prozess | gesamt (Zen 5 + Zen 5c) | Zen 5           | Zen 5c          | Basis/ Boost | Zen 5 Basis/ Boost | Zen 5c Basis/ Boost | pro Kern                    | pro Kern | gesamt | Sockel | Gen  | Lanes | Modell      | Kerne | Takt (GHz) | CPU      | NPU      | Größe  | Frequenz               | TDP     |
| --------------- | --------------- | ------- | ----------------------- | --------------- | --------------- | ------------ | ------------------ | ------------------- | --------------------------- | -------- | ------ | ------ | ---- | ----- | ----------- | ----- | ---------- | -------- | -------- | ------ | ---------------------- | ------- |
| Ryzen AI 7      | PRO 350         | TSMC N4 | 8 / 16                  | 4 / 8           | 4 / 8           | 2,0 / 5,0    | 2,0 / 5,0          | 2,0 / 3,5           | 32 KB Befehle + 48 KB Daten | 1 MB     | 16 MB  | FP8    | 4.0  | 16    | Radeon 860M | 8     | 3,0        | 16 TOPS  | 50 TOPS  | 256 GB | DDR5–5600 LPDDR5x–8000 | 15–54 W |
| Ryzen AI 5      | PRO 340         | TSMC N4 | 6 / 12                  | 3 / 6           | 3 / 6           | 2,0 / 4,8    | 2,0 / 4,8          | 2,0 / 3,4           | 32 KB Befehle + 48 KB Daten | 1 MB     | 16 MB  | FP8    | 4.0  | 16    | Radeon 840M | 4     | 2,9        | 9 TOPS   | 50 TOPS  | 256 GB | DDR5–5600 LPDDR5x–8000 | 15–54 W |

### Ryzen AI Max 300 „Strix Halo“
| Marke \| Modell | Marke \| Modell | Prozess | Kerne/ Threads | Takt (GHz) | Takt (GHz) | Cache                       | Cache    | Cache  | Sockel | PCIe | PCIe  | iGPU         | iGPU  | iGPU    | Ryzen AI | Ryzen AI | RAM    | RAM          | TDP      |
| Marke \| Modell | Marke \| Modell | Prozess | Kerne/ Threads | Takt (GHz) | Takt (GHz) | L1                          | L2       | L3     | Sockel | PCIe | PCIe  | iGPU         | iGPU  | iGPU    | Ryzen AI | Ryzen AI | Größe  | Frequenz     | TDP      |
| Marke \| Modell | Marke \| Modell | Prozess | Kerne/ Threads | Basis      | Boost      | pro Kern                    | pro Kern | gesamt | Sockel | Gen  | Lanes | Modell       | Kerne | Takt    | CPU      | NPU      | Größe  | Frequenz     | TDP      |
| --------------- | --------------- | ------- | -------------- | ---------- | ---------- | --------------------------- | -------- | ------ | ------ | ---- | ----- | ------------ | ----- | ------- | -------- | -------- | ------ | ------------ | -------- |
| Ryzen AI        | Max+ 395        | TSMC N4 | 16 / 32        | 3,0        | 5,1        | 32 KB Befehle + 48 KB Daten | 1 MB     | 64 MB  | FP11   | 4.0  | 16    | Radeon 8060S | 40    | 2,9 GHz | 76 TOPS  | 50 TOPS  | 128 GB | LPDDR5x–8000 | 45–120 W |
| Ryzen AI        | Max 390         | TSMC N4 | 12 / 24        | 3,2        | 5,0        | 32 KB Befehle + 48 KB Daten | 1 MB     | 64 MB  | FP11   | 4.0  | 16    | Radeon 8050S | 32    | 2,8 GHz | 60 TOPS  | 50 TOPS  | 128 GB | LPDDR5x–8000 | 45–120 W |
| Ryzen AI        | Max 385         | TSMC N4 | 8 / 16         | 3,6        | 5,0        | 32 KB Befehle + 48 KB Daten | 1 MB     | 32 MB  | FP11   | 4.0  | 16    | Radeon 8050S | 32    | 2,8 GHz | 56 TOPS  | 50 TOPS  | 128 GB | LPDDR5x–8000 | 45–120 W |

| Marke \| Modell | Marke \| Modell | Prozess | Kerne/ Threads | Takt (GHz) | Takt (GHz) | Cache                       | Cache    | Cache  | Sockel | PCIe | PCIe  | iGPU         | iGPU  | iGPU    | Ryzen AI | Ryzen AI | RAM    | RAM          | TDP      |
| Marke \| Modell | Marke \| Modell | Prozess | Kerne/ Threads | Takt (GHz) | Takt (GHz) | L1                          | L2       | L3     | Sockel | PCIe | PCIe  | iGPU         | iGPU  | iGPU    | Ryzen AI | Ryzen AI | Größe  | Frequenz     | TDP      |
| Marke \| Modell | Marke \| Modell | Prozess | Kerne/ Threads | Basis      | Boost      | pro Kern                    | pro Kern | gesamt | Sockel | Gen  | Lanes | Modell       | Kerne | Takt    | CPU      | NPU      | Größe  | Frequenz     | TDP      |
| --------------- | --------------- | ------- | -------------- | ---------- | ---------- | --------------------------- | -------- | ------ | ------ | ---- | ----- | ------------ | ----- | ------- | -------- | -------- | ------ | ------------ | -------- |
| Ryzen AI        | Max+ PRO 395    | TSMC N4 | 16 / 32        | 3,0        | 5,1        | 32 KB Befehle + 48 KB Daten | 1 MB     | 64 MB  | FP11   | 4.0  | 16    | Radeon 8060S | 40    | 2,9 GHz | 76 TOPS  | 50 TOPS  | 128 GB | LPDDR5x–8000 | 45–120 W |
| Ryzen AI        | Max PRO 390     | TSMC N4 | 12 / 24        | 3,2        | 5,0        | 32 KB Befehle + 48 KB Daten | 1 MB     | 64 MB  | FP11   | 4.0  | 16    | Radeon 8050S | 32    | 2,8 GHz | 60 TOPS  | 50 TOPS  | 128 GB | LPDDR5x–8000 | 45–120 W |
| Ryzen AI        | Max PRO 385     | TSMC N4 | 8 / 16         | 3,6        | 5,0        | 32 KB Befehle + 48 KB Daten | 1 MB     | 32 MB  | FP11   | 4.0  | 16    | Radeon 8050S | 32    | 2,8 GHz | 56 TOPS  | 50 TOPS  | 128 GB | LPDDR5x–8000 | 45–120 W |
| Ryzen AI        | Max PRO 380     | TSMC N4 | 6 / 12         | 3,6        | 4,9        | 32 KB Befehle + 48 KB Daten | 1 MB     | 16 MB  | FP11   | 4.0  | 16    | Radeon 8040S | 16    | 2,8 GHz | 30 TOPS  | 50 TOPS  | 64 GB  | LPDDR5x–8000 | 45–120 W |

## Server CPUs mit Zen 5

### EPYC 9005 „Turin“
Neben den Granite Ridge-Desktop- und Strix Point-Mobilprozessoren wurden auf der Computex am 3. Juni 2024 auch die Hochleistungs-Serverprozessoren der Epyc 9005-Serie mit dem Codenamen Turin angekündigt. Sie verwenden denselben SP5-Sockel wie die vorherigen Prozessoren der Epyc 9004-Serie. Es werden zwei Varianten der Turin-Prozessoren von TSMC hergestellt. Eine Variante basiert auf Zen 5 mit einer Fertigungstechnologie von 4 nm und verfügt bis zu 128 Kerne und 256 Threads. Die andere Variante basiert auf Zen 5c mit 3 nm und besitzt bis zu 192 Kerne und 384 Threads.
| Marke \| Modell | Marke \| Modell | Preise bei Release * | Prozess | CCD × Kerne | Kerne/ Threads | Takt (GHz) | Takt (GHz) | Cache                       | Cache    | Cache  | Sockel | Sockel- anzahl | PCIe | PCIe  | RAM       | RAM    | RAM       | TDP   |
| Marke \| Modell | Marke \| Modell | Preise bei Release * | Prozess | CCD × Kerne | Kerne/ Threads | Takt (GHz) | Takt (GHz) | L1                          | L2       | L3     | Sockel | Sockel- anzahl | PCIe | PCIe  | RAM       | RAM    | RAM       | TDP   |
| Marke \| Modell | Marke \| Modell | Preise bei Release * | Prozess | CCD × Kerne | Kerne/ Threads | Basis      | Boost      | pro Kern                    | pro Kern | gesamt | Sockel | Sockel- anzahl | Gen  | Lanes | Frequenz  | Kanäle | Kapazität | TDP   |
| --------------- | --------------- | -------------------- | ------- | ----------- | -------------- | ---------- | ---------- | --------------------------- | -------- | ------ | ------ | -------------- | ---- | ----- | --------- | ------ | --------- | ----- |
| EPYC            | 9015            | $527                 | 4 nm    | 2 × 4       | 8 / 16         | 3,6        | 4,1        | 32 KB Befehle + 48 KB Daten | 1 MB     | 64 MB  | SP5    | 1P/2P          | 5.0  | 160   | DDR5–6400 | 12     | 9 TB      | 125 W |
| EPYC            | 9115            | $726                 | 4 nm    | 2 × 8       | 16 / 32        | 2,6        | 4,1        | 32 KB Befehle + 48 KB Daten | 1 MB     | 64 MB  | SP5    | 1P/2P          | 5.0  | 160   | DDR5–6400 | 12     | 9 TB      | 125 W |
| EPYC            | 9135            | $1,214               | 4 nm    | 2 × 8       | 16 / 32        | 3,65       | 4,3        | 32 KB Befehle + 48 KB Daten | 1 MB     | 64 MB  | SP5    | 1P/2P          | 5.0  | 160   | DDR5–6400 | 12     | 9 TB      | 200 W |
| EPYC            | 9255            | $2,495               | 4 nm    | 4 × 6       | 24 / 48        | 3,25       | 4,3        | 32 KB Befehle + 48 KB Daten | 1 MB     | 128 MB | SP5    | 1P/2P          | 5.0  | 160   | DDR5–6400 | 12     | 9 TB      | 200 W |
| EPYC            | 9335            | $3,178               | 4 nm    | 4 × 8       | 32 / 64        | 3,0        | 4,4        | 32 KB Befehle + 48 KB Daten | 1 MB     | 128 MB | SP5    | 1P/2P          | 5.0  | 160   | DDR5–6400 | 12     | 9 TB      | 210 W |
| EPYC            | 9365            | $4,341               | 4 nm    | 6 × 6       | 36 / 72        | 3,4        | 4,3        | 32 KB Befehle + 48 KB Daten | 1 MB     | 192 MB | SP5    | 1P/2P          | 5.0  | 160   | DDR5–6400 | 12     | 9 TB      | 300 W |
| EPYC            | 9275F           | $3,439               | 4 nm    | 8 × 3       | 24 / 48        | 4,1        | 4,8        | 32 KB Befehle + 48 KB Daten | 1 MB     | 256 MB | SP5    | 1P/2P          | 5.0  | 160   | DDR5–6400 | 12     | 9 TB      | 320 W |
| EPYC            | 9355P           | $2,998               | 4 nm    | 8 × 4       | 32 / 64        | 3,55       | 4,4        | 32 KB Befehle + 48 KB Daten | 1 MB     | 256 MB | SP5    | 1P             | 5.0  | 128   | DDR5–6400 | 12     | 9 TB      | 280 W |
| EPYC            | 9355            | $3,694               | 4 nm    | 8 × 4       | 32 / 64        | 3,55       | 4,4        | 32 KB Befehle + 48 KB Daten | 1 MB     | 256 MB | SP5    | 1P/2P          | 5.0  | 160   | DDR5–6400 | 12     | 9 TB      | 280 W |
| EPYC            | 9375F           | $5,306               | 4 nm    | 8 × 4       | 32 / 64        | 3,8        | 4,8        | 32 KB Befehle + 48 KB Daten | 1 MB     | 256 MB | SP5    | 1P/2P          | 5.0  | 160   | DDR5–6400 | 12     | 9 TB      | 320 W |
| EPYC            | 9455P           | $4,819               | 4 nm    | 8 × 6       | 48 / 96        | 3,15       | 4,4        | 32 KB Befehle + 48 KB Daten | 1 MB     | 256 MB | SP5    | 1P             | 5.0  | 128   | DDR5–6400 | 12     | 9 TB      | 300 W |
| EPYC            | 9455            | $5,412               | 4 nm    | 8 × 6       | 48 / 96        | 3,15       | 4,4        | 32 KB Befehle + 48 KB Daten | 1 MB     | 256 MB | SP5    | 1P/2P          | 5.0  | 160   | DDR5–6400 | 12     | 9 TB      | 300 W |
| EPYC            | 9475F           | $7,592               | 4 nm    | 8 × 6       | 48 / 96        | 3,65       | 4,8        | 32 KB Befehle + 48 KB Daten | 1 MB     | 256 MB | SP5    | 1P/2P          | 5.0  | 160   | DDR5–6400 | 12     | 9 TB      | 360 W |
| EPYC            | 9535            | $8,992               | 4 nm    | 8 × 8       | 64 / 128       | 2,4        | 4,3        | 32 KB Befehle + 48 KB Daten | 1 MB     | 256 MB | SP5    | 1P/2P          | 5.0  | 160   | DDR5–6400 | 12     | 9 TB      | 300 W |
| EPYC            | 9555P           | $7,983               | 4 nm    | 8 × 8       | 64 / 128       | 3,2        | 4,4        | 32 KB Befehle + 48 KB Daten | 1 MB     | 256 MB | SP5    | 1P             | 5.0  | 128   | DDR5–6400 | 12     | 9 TB      | 360 W |
| EPYC            | 9555            | $9,826               | 4 nm    | 8 × 8       | 64 / 128       | 3,2        | 4,4        | 32 KB Befehle + 48 KB Daten | 1 MB     | 256 MB | SP5    | 1P/2P          | 5.0  | 160   | DDR5–6400 | 12     | 9 TB      | 360 W |
| EPYC            | 9575F           | $11,791              | 4 nm    | 8 × 8       | 64 / 128       | 3,3        | 5,0        | 32 KB Befehle + 48 KB Daten | 1 MB     | 256 MB | SP5    | 1P/2P          | 5.0  | 160   | DDR5–6400 | 12     | 9 TB      | 400 W |
| EPYC            | 9565            | $10,486              | 4 nm    | 12 × 6      | 72 / 144       | 3,15       | 4,3        | 32 KB Befehle + 48 KB Daten | 1 MB     | 384 MB | SP5    | 1P/2P          | 5.0  | 160   | DDR5–6400 | 12     | 9 TB      | 400 W |
| EPYC            | 9655P           | $10,811              | 4 nm    | 12 × 8      | 96 / 192       | 2,6        | 4,5        | 32 KB Befehle + 48 KB Daten | 1 MB     | 384 MB | SP5    | 1P             | 5.0  | 128   | DDR5–6400 | 12     | 9 TB      | 400 W |
| EPYC            | 9655            | $11,852              | 4 nm    | 12 × 8      | 96 / 192       | 2,6        | 4,5        | 32 KB Befehle + 48 KB Daten | 1 MB     | 384 MB | SP5    | 1P/2P          | 5.0  | 160   | DDR5–6400 | 12     | 9 TB      | 400 W |
| EPYC            | 9175F           | $4,256               | 4 nm    | 16 × 1      | 16 / 32        | 4,2        | 5,0        | 32 KB Befehle + 48 KB Daten | 1 MB     | 512 MB | SP5    | 1P/2P          | 5.0  | 160   | DDR5–6400 | 12     | 9 TB      | 320 W |
| EPYC            | 9755            | $12,984              | 4 nm    | 16 × 8      | 128 / 256      | 2,7        | 4,1        | 32 KB Befehle + 48 KB Daten | 1 MB     | 512 MB | SP5    | 1P/2P          | 5.0  | 160   | DDR5–6400 | 12     | 9 TB      | 500 W |

### EPYC 4005 „Grado“
| Marke \| Modell | Marke \| Modell | Preise bei Release * | Prozess | CCD × Kerne | Kerne/ Threads | Takt (GHz) | Takt (GHz) | Cache                       | Cache    | Cache      | Sockel | Sockel- anzahl | PCIe | PCIe  | RAM       | RAM    | RAM       | TDP   |
| Marke \| Modell | Marke \| Modell | Preise bei Release * | Prozess | CCD × Kerne | Kerne/ Threads | Takt (GHz) | Takt (GHz) | L1                          | L2       | L3         | Sockel | Sockel- anzahl | PCIe | PCIe  | RAM       | RAM    | RAM       | TDP   |
| Marke \| Modell | Marke \| Modell | Preise bei Release * | Prozess | CCD × Kerne | Kerne/ Threads | Basis      | Boost      | pro Kern                    | pro Kern | gesamt     | Sockel | Sockel- anzahl | Gen  | Lanes | Frequenz  | Kanäle | Kapazität | TDP   |
| --------------- | --------------- | -------------------- | ------- | ----------- | -------------- | ---------- | ---------- | --------------------------- | -------- | ---------- | ------ | -------------- | ---- | ----- | --------- | ------ | --------- | ----- |
| EPYC            | 4245P           | $239                 | 4 nm    | 1 × 6       | 6 / 12         | 3,9        | 5,1        | 32 KB Befehle + 48 KB Daten | 1 MB     | 32 MB      | AM5    | 1P             | 5.0  | 28    | DDR5–5600 | 2      | 192 GB    | 65 W  |
| EPYC            | 4345P           | $329                 | 4 nm    | 1 × 8       | 8 / 16         | 3,8        | 5,3        | 32 KB Befehle + 48 KB Daten | 1 MB     | 32 MB      | AM5    | 1P             | 5.0  | 28    | DDR5–5600 | 2      | 192 GB    | 65 W  |
| EPYC            | 4465P           | $399                 | 4 nm    | 2 × 6       | 12 / 24        | 3,4        | 5,4        | 32 KB Befehle + 48 KB Daten | 1 MB     | 64 MB      | AM5    | 1P             | 5.0  | 28    | DDR5–5600 | 2      | 192 GB    | 65 W  |
| EPYC            | 4545P           | $549                 | 4 nm    | 2 × 8       | 16 / 32        | 3,0        | 5,4        | 32 KB Befehle + 48 KB Daten | 1 MB     | 64 MB      | AM5    | 1P             | 5.0  | 28    | DDR5–5600 | 2      | 192 GB    | 65 W  |
| EPYC            | 4565P           | $589                 | 4 nm    | 2 × 8       | 16 / 32        | 4,3        | 5,7        | 32 KB Befehle + 48 KB Daten | 1 MB     | 64 MB      | AM5    | 1P             | 5.0  | 28    | DDR5–5600 | 2      | 192 GB    | 170 W |
| EPYC            | 4585PX          | $699                 | 4 nm    | 2 × 8       | 16 / 32        | 4,3        | 5,7        | 32 KB Befehle + 48 KB Daten | 1 MB     | 64+64 MB * | AM5    | 1P             | 5.0  | 28    | DDR5–5600 | 2      | 192 GB    | 170 W |

## Server CPUs mit Zen 5c

### EPYC 9005 „Turin Dense“
| Marke \| Modell | Marke \| Modell | Preise bei Release * | Prozess | CCD × Kerne | Kerne/ Threads | Takt (GHz) | Takt (GHz) | Cache                       | Cache    | Cache  | Sockel | Sockel- anzahl | PCIe | PCIe  | RAM       | RAM    | RAM       | TDP   |
| Marke \| Modell | Marke \| Modell | Preise bei Release * | Prozess | CCD × Kerne | Kerne/ Threads | Takt (GHz) | Takt (GHz) | L1                          | L2       | L3     | Sockel | Sockel- anzahl | PCIe | PCIe  | RAM       | RAM    | RAM       | TDP   |
| Marke \| Modell | Marke \| Modell | Preise bei Release * | Prozess | CCD × Kerne | Kerne/ Threads | Basis      | Boost      | pro Kern                    | pro Kern | gesamt | Sockel | Sockel- anzahl | Gen  | Lanes | Frequenz  | Kanäle | Kapazität | TDP   |
| --------------- | --------------- | -------------------- | ------- | ----------- | -------------- | ---------- | ---------- | --------------------------- | -------- | ------ | ------ | -------------- | ---- | ----- | --------- | ------ | --------- | ----- |
| EPYC            | 9645            | $11,048              | 3 nm    | 8 × 12      | 96 / 192       | 2,3        | 3,7        | 32 KB Befehle + 48 KB Daten | 1 MB     | 256 MB | SP5    | 1P/2P          | 5.0  | 160   | DDR5–6400 | 12     | 9 TB      | 320 W |
| EPYC            | 9745            | $12,141              | 3 nm    | 8 × 16      | 128 / 256      | 2,4        | 3,7        | 32 KB Befehle + 48 KB Daten | 1 MB     | 256 MB | SP5    | 1P/2P          | 5.0  | 160   | DDR5–6400 | 12     | 9 TB      | 400 W |
| EPYC            | 9845            | $13,564              | 3 nm    | 10 × 16     | 160 / 320      | 2,1        | 3,7        | 32 KB Befehle + 48 KB Daten | 1 MB     | 320 MB | SP5    | 1P/2P          | 5.0  | 160   | DDR5–6400 | 12     | 9 TB      | 390 W |
| EPYC            | 9825            | $13,006              | 3 nm    | 12 × 12     | 144 / 288      | 2,2        | 3,7        | 32 KB Befehle + 48 KB Daten | 1 MB     | 384 MB | SP5    | 1P/2P          | 5.0  | 160   | DDR5–6400 | 12     | 9 TB      | 390 W |
| EPYC            | 9965            | $14,813              | 3 nm    | 12 × 16     | 192 / 384      | 2,25       | 3,7        | 32 KB Befehle + 48 KB Daten | 1 MB     | 384 MB | SP5    | 1P/2P          | 5.0  | 160   | DDR5–6400 | 12     | 9 TB      | 500 W |